# Icke-konfessionell muslim
Icke-konfessionella muslimer är muslimer som inte tillhör en muslimsk rörelse. Deras andel är: i Kazakstan (74%), Albanien (65%), Kirgizistan (64%), Kosovo (58%), Indonesien (56%), Mali (55%), Bosnien och Hercegovina (54%) och Uzbekistan (54%).